# Gere Gyula
Gere Gyula (Budapest, 1920 –1993. november 2.(k. n.)) magyar nemzetközi labdarúgó-játékvezető. Polgári foglalkozása, a Magyar Nemzeti Bank banktisztviselője, könyvelő.

## Pályafutása

### Nemzeti játékvezetés
A játékvezetői vizsgát 1947-ben tett. Szakmai fejlődésének eredményeként 1950-ben NB. III-as besorolást kapott, 1952-ben országos, NB. II-es, három év múlva NB. I. játékvezető lett. 1955-ben debütált. Első ligás mérkőzéseinek száma: 120.
| Időpont             | Helyszín                | Mérkőzés típusa           | Mérkőzés                               | Eredmény |
| ------------------- | ----------------------- | ------------------------- | -------------------------------------- | -------- |
| 1955. március 13.   | vagongyári pálya ? Győr | első NB. I-es mérkőzése   | Wilhelm Pieck Vasas ETO–Dorogi Bányász | 1 : 1    |
| 1968. augusztus 28. | Rába ETO Stadion, Győr  | utolsó NB. I-es mérkőzése | Rába ETO–MTK                           | 1 : 1    |

### Nemzetközi játékvezetés
A Magyar Labdarúgó Szövetség (MLSZ) Játékvezető Bizottsága 1961-ben terjesztette fel nemzetközi játékvezetőnek, a Nemzetközi Labdarúgó-szövetség (FIFA) bíróinak keretébe. Több UEFA-kupa, nemzetek közötti válogatott mérkőzés bírója, illetve a működő játékvezető segítő partbírója. Pályafutása alatt, mint játékvezető vagy partjelző, többek között megfordult Bécsben, Berlinben, Antwerpenben, Moszkvában. A Törökország – Spanyolország Európa-kupa mérkőzést követően a Török labdarúgó-szövetség felkérte, hogy partbíró társaival vezessen le három bajnoki mérkőzést. 1967-ben Bécsben az Ausztria – Görögország Európa bajnoki selejtező mérkőzést nem a legjobb formájában vezette, ezért a FIFA kérésére az MLSZ JB nem javasolta további nemzetközi szereplését. A magyar nemzetközi játékvezetők rangsorában, a világbajnokság-Európa-bajnokság sorrendjében többedmagával a 14. helyet foglalja el 3 találkozó szolgálatával. Az aktív nemzetközi játékvezetői pályafutását 1968-ban fejezte be. Nemzetközi mérkőzéseinek száma: 50. Válogatott mérkőzéseinek száma: 8.

#### Európa-bajnokság
Az európai-labdarúgó torna döntőjébe vezető úton Spanyolországba a II. az 1964-es labdarúgó-Európa-bajnokságra, valamint  Olaszországba a III. az 1968-as labdarúgó-Európa-bajnokságra az UEFA JB játékvezetői feladatokkal bízta meg. Az 1964-es tornasorozaton még egy magyar játékvezető szerepelhetett, Balla Károly személyében. 
| Időpont              | Helyszín                   | Mérkőzés típusa           | Mérkőzés                  | Eredmény | Nézők száma |
| -------------------- | -------------------------- | ------------------------- | ------------------------- | -------- | ----------- |
| 1963. szeptember 25. | Ernst Happel Stadion, Bécs | nyolcaddöntő              | Ausztria–Írország         | 0 : 0    | 26 741      |
| 1967. február 1.     | Inönü Stadion, Isztambul   | előselejtező (1. csoport) | Törökország–Spanyolország | 0 : 0    | 27 262      |
| 1967. november 5.    | Ernst Happel Stadion, Bécs | előselejtező (3. csoport) | Ausztria–Görögország      | 1 : 1    | 25 000      |

#### Nemzetközi kupamérkőzések
Vezetett kupadöntők száma: 1.

##### Világkupa
| Időpont              | Helyszín                 | Mérkőzés típusa        | Mérkőzés                                  | Eredmény | Nézők száma |
| -------------------- | ------------------------ | ---------------------- | ----------------------------------------- | -------- | ----------- |
| 1964. szeptember 23. | San Siro Stadion, Milánó | második döntő mérkőzés | FC Internazionale Milano–CA Independiente | 2 : 0    | 50 164      |

##### Nemzetközi kupamérkőzés
Sportpályafutásának egyik jelentős állomása, a 25. kupamérkőzés vezetése volt.
| Időpont           | Helyszín                    | Mérkőzés típusa      | Mérkőzés                         | Eredmény |
| ----------------- | --------------------------- | -------------------- | -------------------------------- | -------- |
| 1964. április 15. | Rote Erde Stadion, Dortmund | 1964-es BEK elődöntő | Borussia Dortmund–Internazionale | 2 : 2    |

## Sportvezetőként
Két évtizeden keresztül segítette a testnevelést- és sporttudományt, az MLSZ JB Oktatási Bizottságában.